# Bertold Löffler

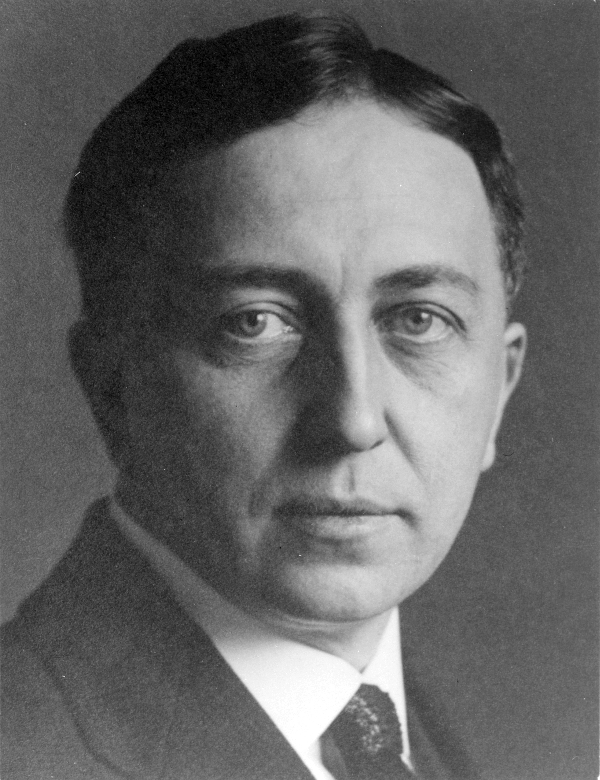
Bertold Löffler

Bertold (Berthold) Löffler (* 28. September 1874 in Nieder-Rosenthal bei Reichenberg in Nordböhmen, heute Ortsteil von Liberec, Tschechische Republik; † 23. März 1960 in Wien) war ein österreichischer Historien- und Freskomaler sowie Grafiker und Designer.

## Leben
Bertold Löffler entstammte einer böhmischen Tuchmacherfamilie. Nach dem Besuch von Abendkursen an der Zeichenschule des Nordböhmischen Gewerbemuseums in Reichenberg/Böhmen (1888–1890) absolvierte er die Wiener Kunstgewerbeschule bei Franz Matsch und Koloman Moser. 1899 gab Löffler unter dem Pseudonym B. Le-Fleur zusammen mit Carl Maria Schwerdtner und Robert Friedländer das Satiremagazin Quer Sacrum als Parodie der Zeitschrift Ver Sacrum der Wiener Secession heraus. Ab 1900 war er selbständig tätig, 1903 erfolgte eine Bestellung zum Assistenten bei Anton Groll. Zusammen mit Michael Powolny gründete er 1905 die Werkstätte „Wiener Keramik“.
Im Jahr 1907 übernahm er die „Fachklasse für Malerei und die Werkstätte für Druckverfahren“ an der Wiener Kunstgewerbeschule, aus der eine ganze Generation moderner österreichischer Grafiker hervorging, unter anderem Oskar Kokoschka, Josef von Divéky und Josef Binder.
1908 war Löffler Mitbegründer der „Kunstschau“ und des „Österreichischen Werkbundes“ und 1909 wurde er als Nachfolger für den nach Hamburg berufenen Carl Otto Czeschka zum Professor berufen.
Bei Ausbruch des Ersten Weltkriegs wurde Löffler als Oberleutnant der Reserve zusammen mit drei Fotografen zwecks Anfertigung von Naturstudien an die Südwestfront eingeteilt. 1916 war er Leiter der Zentralstelle für den Bilddienst und wurde am 23. März 1917 als Kriegsmaler zur Kunstgruppe des k.u.k. Kriegspressequartiers versetzt (bis 15. Februar 1918). Im April 1918 war er als Sammeloffizier des Heeresmuseums beim 10. Armeekommando in Trient. Als Kriegsmaler entwarf er Plakate für Kriegsausstellungen und Kriegsanleihen, patriotische Bilderbücher und Schraubmedaillen.
Studienreisen führen ihn nach Deutschland und Italien.
Für verschiedene Wiener Verlage schmückte Löffler Kinderbücher mit Lithographien im Stil der Wiener Secession und für die Wiener Werkstätte entwarf er Postkarten, Plakate und Kalender. Im keramischen Bereich arbeitete er unter anderem für Projekte Josef Hoffmanns – beispielsweise für das Sanatorium Purkersdorf, das Cabaret Fledermaus und das Palais Stoclet in Brüssel. Ferner gestaltete Löffler auch eine Reihe von Exlibris, darunter das für Sigmund Freud (übrigens mit unrichtiger Namensschreibung Siegmund, was Freud jedoch nicht von der Verwendung dieses Exlibris abhielt). Abgesehen davon beschickte er zahlreiche internationale Ausstellungen mit Gemälden und grafischen Arbeiten.

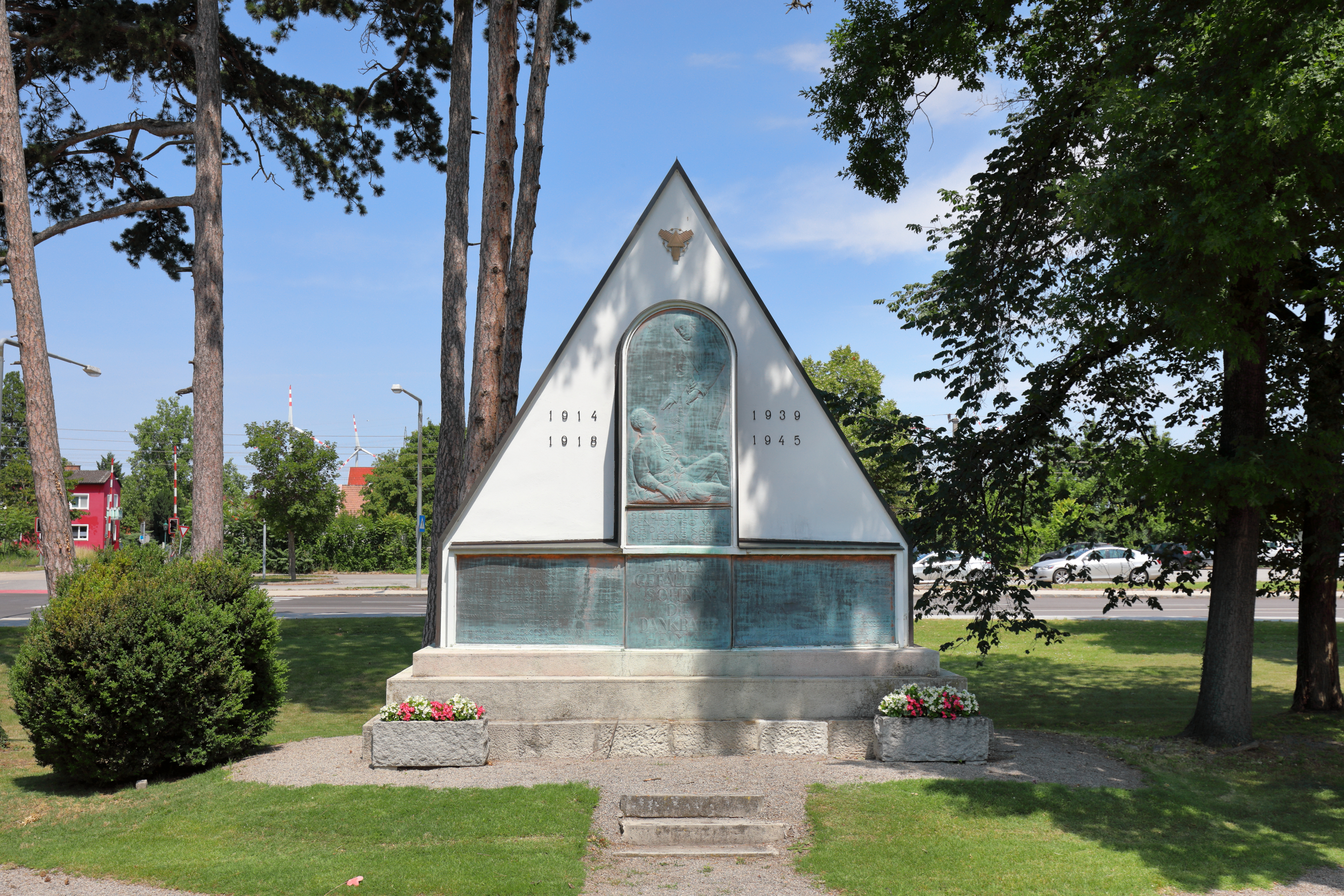
Kriegerdenkmal in Trautmannsdorf; nach einem Entwurf von Löffler, ausgeführt von Fr. Siegel

Zum 1. März 1932 trat er der NSDAP bei (Mitgliedsnummer 899.219).
Anlässlich seines 80. Geburtstags erfuhr Löffler 1954 vielfache Würdigungen, unter anderem die Verleihung des „Goldenen Lorbeers“ durch das Wiener Künstlerhaus.
1960 starb Bertold Löffler in Wien. Er wurde am Wiener Zentralfriedhof bestattet.

## Werke

### Bilder (Auswahl)
- Handgranatenwerfer, 1916, Öl auf Leinwand, 82,5 cm × 60 cm, Heeresgeschichtliches Museum Wien.
- Ecce homo, 1914/15, Heeresgeschichtliches Museum Wien.

### Illustrierte Bücher (Auswahl)
- Des Knaben Wunderhorn. Für die Reihe „Gerlach’s Jugendbücherei“ im Verlag von Martin Gerlach, Wien 1902.
- Die sieben Zwerge Sneewittchens. ca. 1914, für den Verlag der Brüder Rosenbaum in Wien (Faksimile-Nachdruck im Insel-Verlag, 1970).
- Hans Christian Andersen: Zwölf mit der Post. Ein Neujahrsmärchen mit einem Kalendarium für das Jahr 1919. Kunstverlag Anton Schroll, Wien.